# Rhynchina morosa
Rhynchina morosa är en fjärilsart som beskrevs av Butler 1879. Rhynchina morosa ingår i släktet Rhynchina och familjen nattflyn. Inga underarter finns listade.